# Ctenitis abyssi
Ctenitis abyssi är en träjonväxtart som först beskrevs av Sehnem, och fick sitt nu gällande namn av Salino och P.O.Morais. Ctenitis abyssi ingår i släktet Ctenitis och familjen Dryopteridaceae. Inga underarter finns listade.